# Arnar Viðarsson
Arnar Viðarsson (Reykjavik, 15 maart 1978) is een IJslands voetbaltrainer en voormalig betaald voetballer. Hij werd meestal uitgespeeld als verdedigende middenvelder. Arnar voetbalde in België bij Sporting Lokeren en Cercle Brugge. Hij is 52-voudig international. 
Arnar begon een trainerscarrière en was onder meer bondscoach van het IJslands voetbalelftal van 2020 tot 2023. Sinds 2024 is hij Manager Sports bij de Belgische eersteklasser KAA Gent.

## Spelerscarrière
De linksvoetige Arnar Viðarsson begon zijn carrière bij het IJslandse FH Hafnarfjörður, verhuisde dan voor één seizoen naar het Noorse Lillestrøm SK en kwam ten slotte terecht bij het Belgische SC Lokeren, waarvoor hij negen seizoenen speelde. In die tijd was Arnar een verdediger. Hij werd veeleer uitgespeeld als linksachter en nam de aanvoerdersband uiteindelijk over van Chris Janssens toen die naar het Nederlandse Willem II vertrok. In mei 2001 haalde Sporting Lokeren Europees voetbal met een vierde plaats in de Belgische eerste klasse. 
Lokeren mocht hierdoor aantreden in de voormalige UEFA Intertoto Cup (uitschakeling in derde ronde, door de Engelse subtopclub Newcastle United). Vanaf het tweede seizoen onder de toenmalige trainer Paul Put, het voor Lokeren succesvolle 2002-2003 (derde na kampioen Club Brugge en RSC Anderlecht), werd Arnar uitgespeeld als verdedigende middenvelder en vormde een driehoek op het middenveld met zijn landgenoten Rúnar Kristinsson en Arnar Grétarsson. Na 235 wedstrijden, waarin Arnar zesmaal scoorde, vertrok de IJslander uit het Daknamstadion van Lokeren. 
Arnar vervolgde zijn carrière bij FC Twente. In het seizoen 2007-2008 werd hij door Twente uitgeleend aan De Graafschap uit Doetinchem. Op 24 mei 2008 tekende hij een contract voor drie seizoenen bij Cercle Brugge, waar hij zijn spelerscarrière in 2013 beëindigde.

## Trainerscarrière
In het seizoen 2013-14 was Arnar zowel assistent-trainer als speler bij Cercle Brugge. Vanaf het begin van het seizoen 2014-2015 was hij enkel nog assistent-trainer bij Cercle Brugge, tot Lorenzo Staelens wegens teleurstellende resultaten ontslagen werd als hoofdtrainer. Arnar nam deze functie op 6 oktober 2014 van hem over. Op 18 maart 2015 werd ook Arnar ontslagen omdat hij het nog minder goed deed dan Staelens. 
Op 26 oktober 2016 werd hij twee dagen hoofdtrainer ad interim bij KSC Lokeren, als opvolger van Georges Leekens en daar werd hij opgevolgd door Rúnar Kristinsson. Op 14 oktober 2020 werd Arnar Viðarsson in allerijl aangenomen als bondscoach van het IJslands voetbalelftal, uitgerekend voor een interland tegen de Rode Duivels. 
Op 30 maart 2023 werd Arnar door de bond ontslagen. De IJslander ging in juli opnieuw als beloftentrainer aan de slag bij Jong AA Gent ter vervanging van Emilio Ferrera, die een andere functie kreeg binnen de Belgische club. In juni 2024 werd hij er Manager Sports in het bestuur van die club.

## Clubstatistieken
| seizoen | club             | land      | competitie         | duels | goals |
| ------- | ---------------- | --------- | ------------------ | ----- | ----- |
| 1995/96 | FH Hafnarfjörður | IJsland   | Úrvalsdeild        | 18    | 2     |
| 1996/97 | FH Hafnarfjörður | IJsland   | Úrvalsdeild        | 4     | 1     |
| 1997/98 | FH Hafnarfjörður | IJsland   | Úrvalsdeild        | 4     | 0     |
| 1997/98 | SC Lokeren       | België    | Eerste klasse      | 12    | 0     |
| 1997/98 | → Lillestrøm SK  | Noorwegen | Tippeligaen        | 6     | 0     |
| 1997/98 | SC Lokeren       | België    | Eerste klasse      | 12    | 0     |
| 1998/99 | SC Lokeren       | België    | Eerste klasse      | 20    | 1     |
| 1999/00 | SC Lokeren       | België    | Eerste klasse      | 30    | 1     |
| 2000/01 | SC Lokeren       | België    | Eerste klasse      | 27    | 0     |
| 2001/02 | SC Lokeren       | België    | Eerste klasse      | 31    | 0     |
| 2002/03 | SC Lokeren       | België    | Eerste klasse      | 33    | 2     |
| 2003/04 | SC Lokeren       | België    | Eerste klasse      | 33    | 0     |
| 2004/05 | SC Lokeren       | België    | Eerste klasse      | 32    | 1     |
| 2005/06 | SC Lokeren       | België    | Eerste klasse      | 16    | 2     |
| 2005/06 | FC Twente        | Nederland | Eredivisie         | 9     | 0     |
| 2006/07 | FC Twente        | Nederland | Eredivisie         | 2     | 0     |
| 2007/08 | → De Graafschap  | Nederland | Eredivisie         | 32    | 3     |
| 2008/09 | Cercle Brugge    | België    | Eerste klasse      | 20    | 0     |
| 2009/10 | Cercle Brugge    | België    | Eerste klasse      | 23    | 0     |
| 2009/10 | Cercle Brugge    | België    | Play-Off II A      | 5     | 0     |
| 2010/11 | Cercle Brugge    | België    | Jupiler Pro League | 33    | 0     |
| 2011/12 | Cercle Brugge    | België    | Jupiler Pro League | 38    | 0     |
| 2012/13 | Cercle Brugge    | België    | Jupiler Pro League | 37    | 0     |
| Totaal  | Totaal           | Totaal    | Totaal             | 456   | 13    |

## Trivia
- Zijn broers David en Bjarni waren ook profvoetballers, net als hun vader Viðar Halldorsson.
- Viktor Noi Viðarsson, Arnars zoon, tekende in 2022 op 15-jarige leeftijd bij KAA Gent zijn eerste profcontract, dat loopt tot 2025. Hij is Belgisch jeugdinternational.[3]
- Arnar was geregeld te zien als voetbalanalist in het televisieprogramma Extra Time op de Belgische zender VRT CANVAS.